# Stony Point (Town, New York)
Stony Point ist eine Stadt (Town) im Rockland County im Bundesstaat New York in den Vereinigten Staaten. Das U.S. Census Bureau hat bei der Volkszählung 2020 eine Einwohnerzahl von 14.813 ermittelt.

## Geographie
Stony Point wird im Süden von Haverstraw, im Osten vom Hudson River und im Westen vom Palisades Interstate Parkway begrenzt und liegt rund 65 Kilometer nördlich des Zentrums von New York City.

## Geschichte

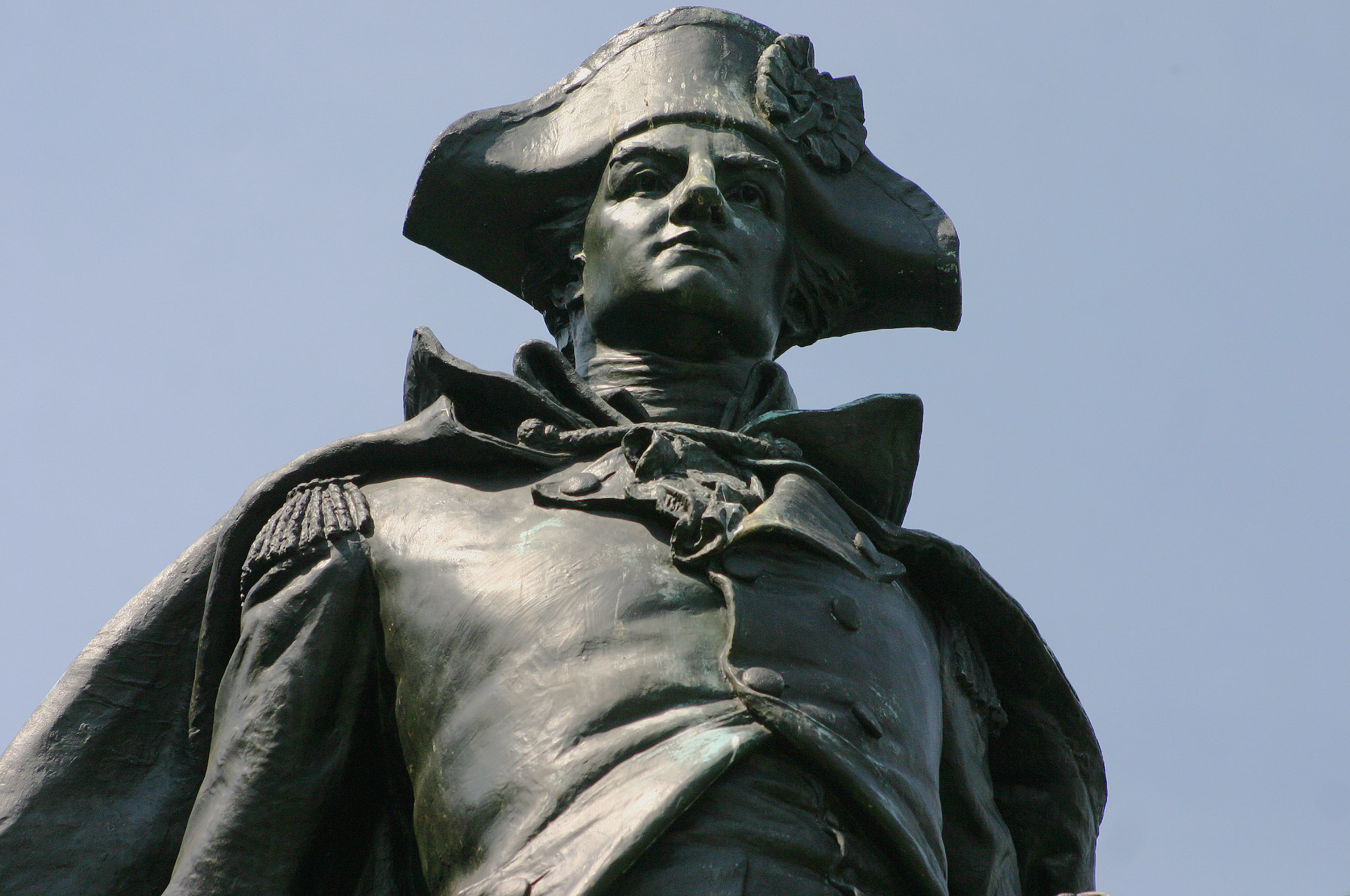
Statue von Anthony Wayne

Stony Point erhielt seinen Namen aufgrund der Steine (stones) und Felsvorsprünge entlang des Küstenstreifens am Hudson River und wurde am 20. März 1865 gegründet. Davor war der Ort auch unter den Namen Antioch, Flora Falls, North Haverstraw, Knight’s Corners und Caldwell’s Landing bekannt. Erste Siedler kauften einige Landstriche von den Algonkin-Indianern.
Auf dem Gebiet des heutigen Stony Point kam es am 15. Juli 1779 während des Amerikanischen Unabhängigkeitskriegs zur Schlacht von Stony Point, als amerikanische Infanteristen, kommandiert von Anthony Wayne nachts eine befestigte Stellung der Briten überfielen und einnahmen.
Die Wirtschaft der Stadt wuchs mit der Wiederentdeckung von Kalksteinvorkommen in den 1800er Jahren. Der Stony Point Leuchtturm wurde im Jahr 1826 erbaut. Nach dem Zweiten Weltkrieg wurde Stony Point die Heimat der Hudson River National Defense Reserve Fleet. Die Flotte zählte in ihrer Blütezeit 130 Schiffe und war bis 1971 in Stony Point stationiert.
Heute ist der Ort als Wohngegend zur nahen Großstadt New York gefragt, beherbergt einige mittelgroße Industriebetriebe und ist im Tourismus tätig.

## Historische Stätten und Bauwerke
Einige historische Bauwerke und Stätten in und um Stony Point sind im National Register of Historic Places eingetragen. Dazu zählen das Stony Point Lighthouse, die Bear Mountain Bridge im Norden, das Stony Point Battlefield und das William H. Rose House.

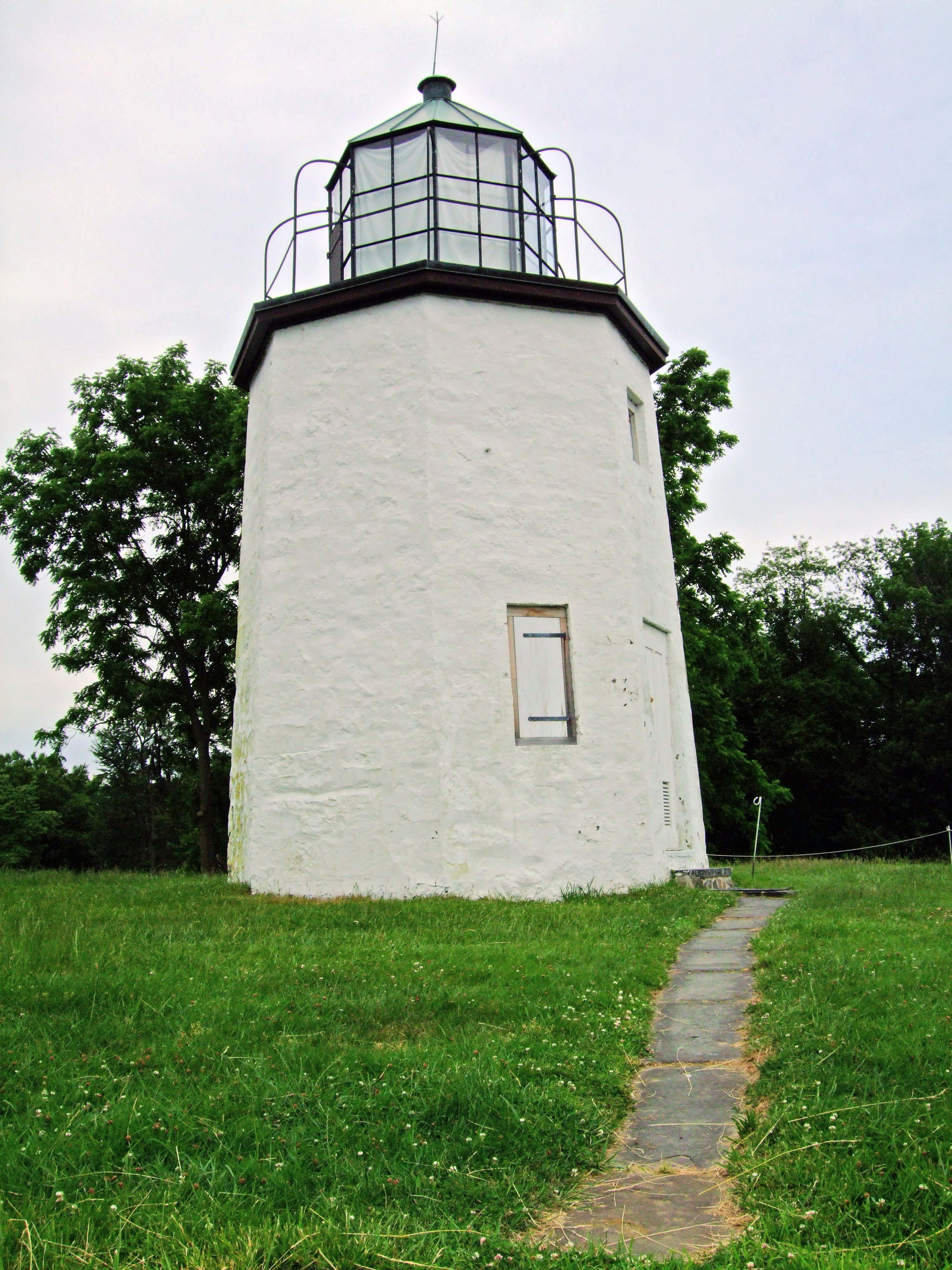
Stony Point Leuchtturm
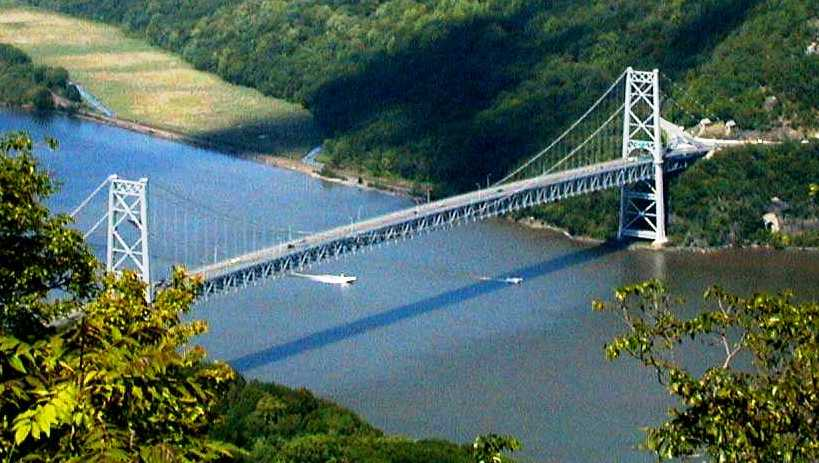
Bear Mountain Bridge über den Hudson River
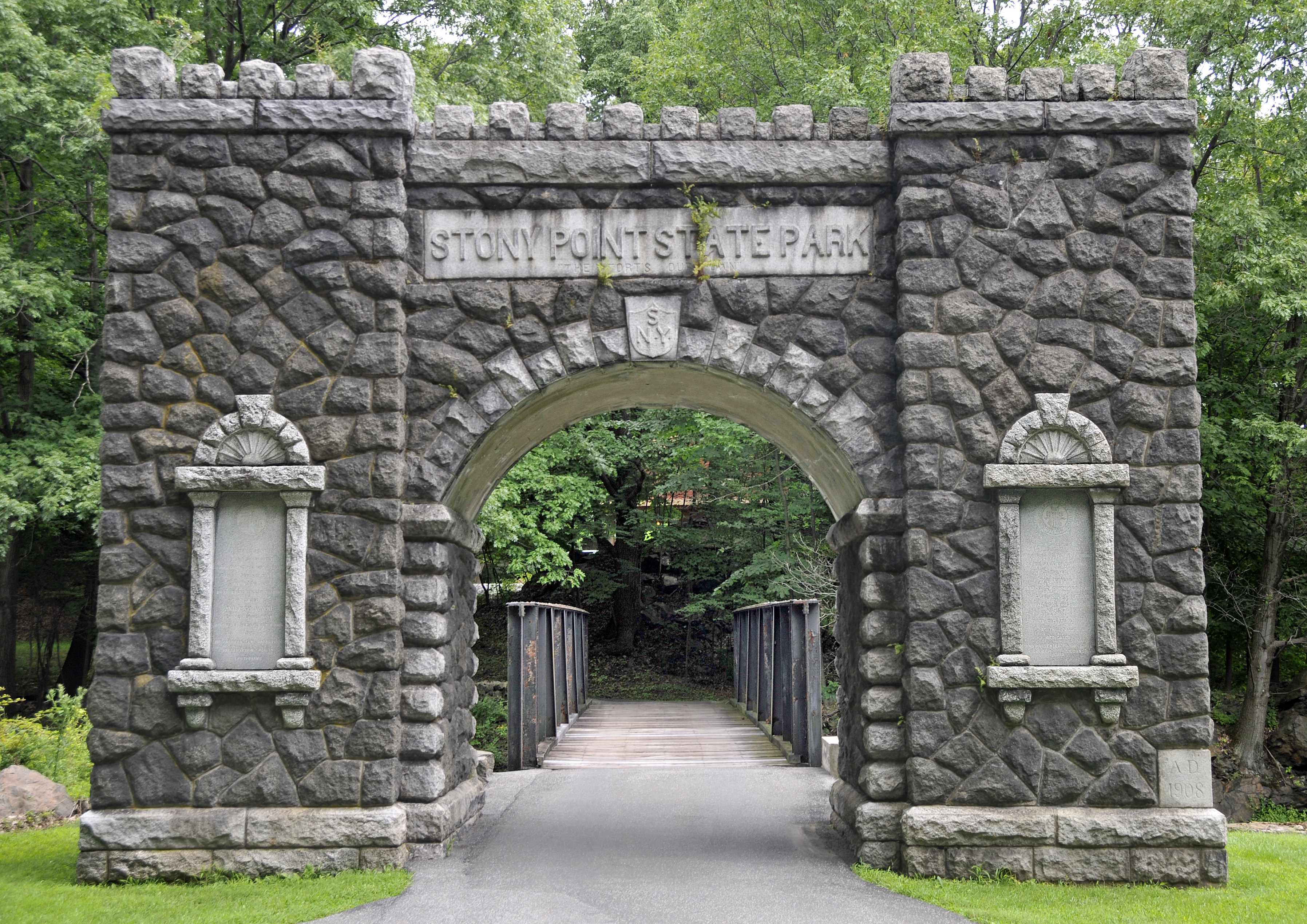
Eingang zum Stony Point State Park und Battlefield
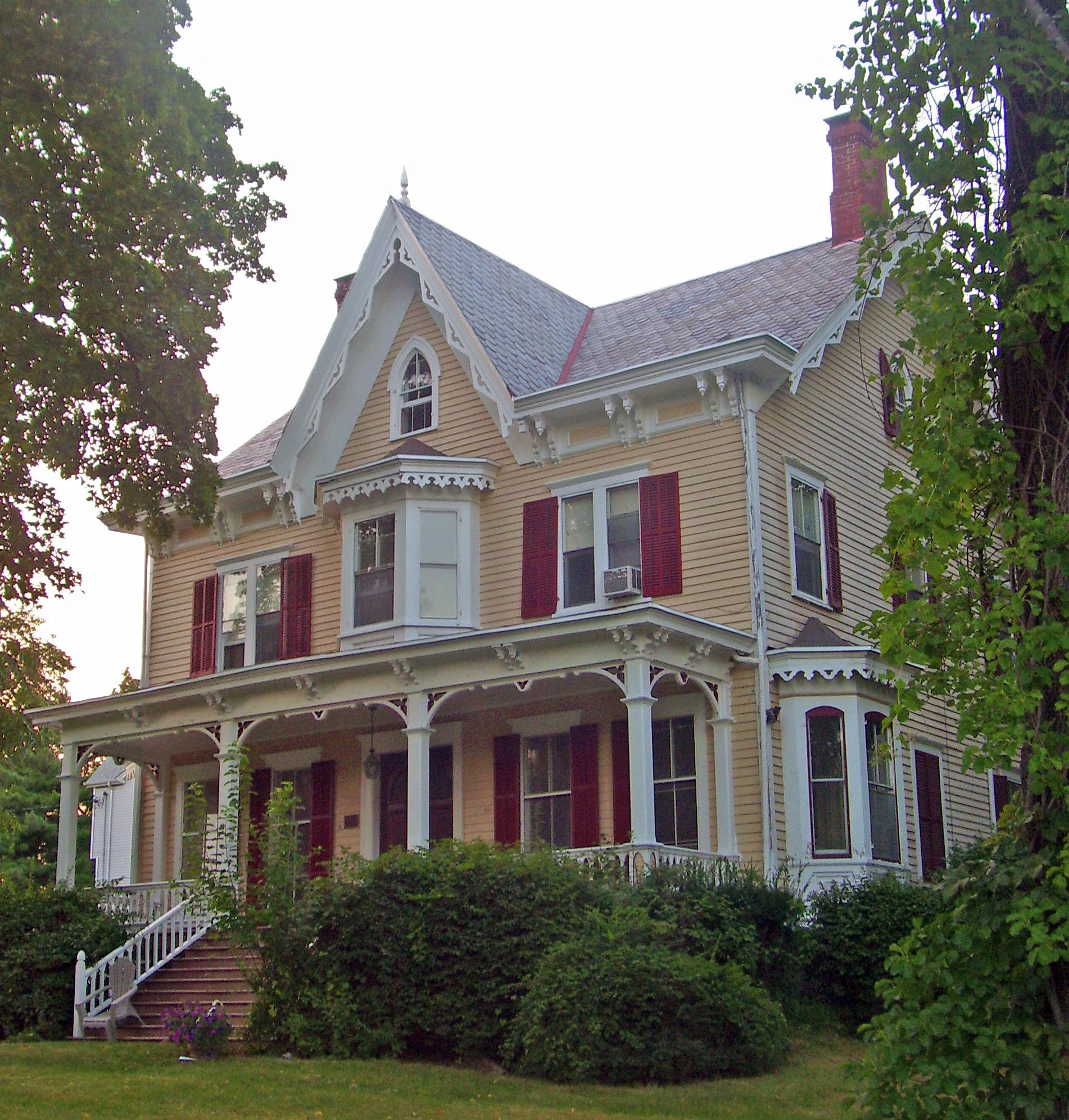
William H. Rose House

## Demografische Daten
Im Jahr 2010 wurde eine Einwohnerzahl von 15.059 Personen ermittelt. Das Durchschnittsalter lag 2010 mit 43,3 Jahren oberhalb des Wertes von New York, der 40,7 Jahre betrug. 36,3 % der heutigen Bewohner gehen auf Einwanderer aus Irland zurück. Weitere maßgebliche Zuwanderungsgruppen während der Anfänge des Ortes kamen zu 30,5 % aus Italien und zu 12,5 % aus Deutschland.